# Уилкинсон, Гэри
Гэ́ри Уи́лкинсон (англ. Gary Wilkinson, род. 7 апреля 1966 года) — английский бывший профессиональный игрок в снукер.

## Карьера
Гэри стал профессионалом в 1987 году и за четыре года достиг 5-го места в мировом рейтинге. Как ни странно, он ни разу не побеждал на рейтинговых турнирах, но смог подняться на такие высокие позиции, благодаря, в частности, финалам British Open 1991 и Scottish Masters 1992 годов. Тогда же, в 1992-м он выиграл первый и, скорее всего, единственный в карьере профессиональный турнир — World Matchplay. Лучшими результатами Уилкинсона на чемпионатаx мира были четвертьфиналы 1991 и 1995 годов.
После 1992 года его карьера пошла на спад — с тех пор он ни разу не выходил даже в полуфиналы рейтинговых турниров. В 2008 году Уилкинсон стал выступать в PIOS, а также стал помогать организовывать турниры под эгидой WPBSA.
Гэри восемь раз выходил в основную сетку чемпионата мира через квалификацию — это второй показатель после Джона Пэррота.

## Достижения в карьере
- World Matchplay чемпион — 1992
- Scottish Masters финалист — 1992
- British Open финалист — 1991
- Чемпионат мира четвертьфинал — 1991, 1995